# Liaquat Ali Khan
Liaquat Ali Khan (urdu لیا قت علی خان; ur. 2 października 1896 w Karnal, zm. 16 października 1951 w Rawalpindi) – pakistański polityk, absolwent Uniwersytetu Oksfordzkiego i Uniwersytetu Aligarh. Pierwszy premier tego kraju od 14 sierpnia 1947 do 16 października 1951. W 1940 roku został inicjatorem kampanii na rzecz oderwania Pakistanu od korony brytyjskiej i ogłoszenia niepodległości.
Od 17 sierpnia 1946 do 14 sierpnia 1947 był pierwszym ministrem finansów Indii. Członek Ligi Muzułmańskiej. Został zraniony przez Saada Akbara podczas zamachu. Zmarł na skutek odniesionych obrażeń. Motywów morderstwa nie ujawniono do dziś.